# Pawłowka (rejon marksowski)
Pawłowka (ros. Павловка) – wieś (sieło) w Rosji, w obwodzie saratowskim, w rejonie marksowskim. W 2010 liczyła  1697 mieszkańców.